# Nikon D7100
D300S
D7000 D7200

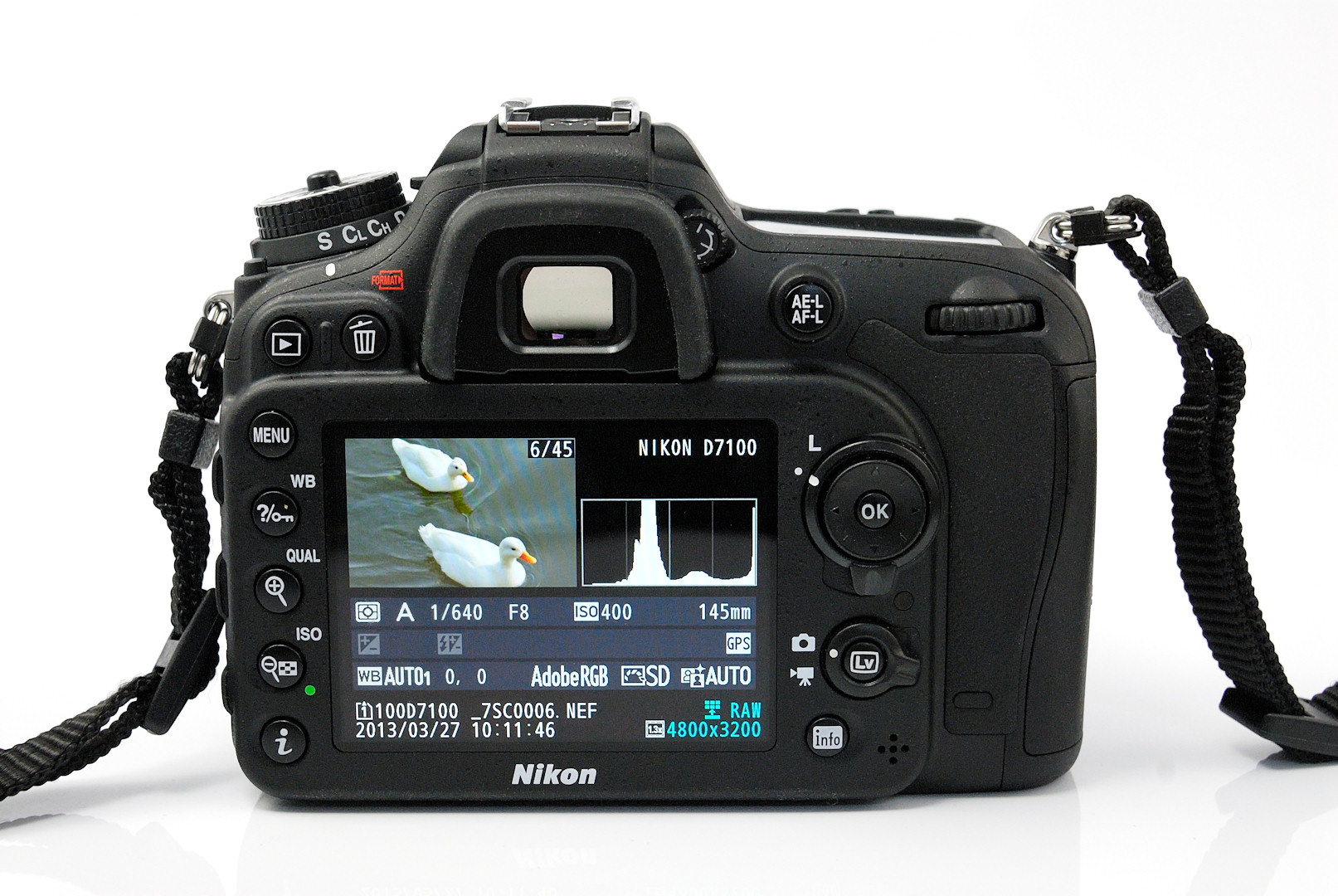
Nikon D7100 face arrière

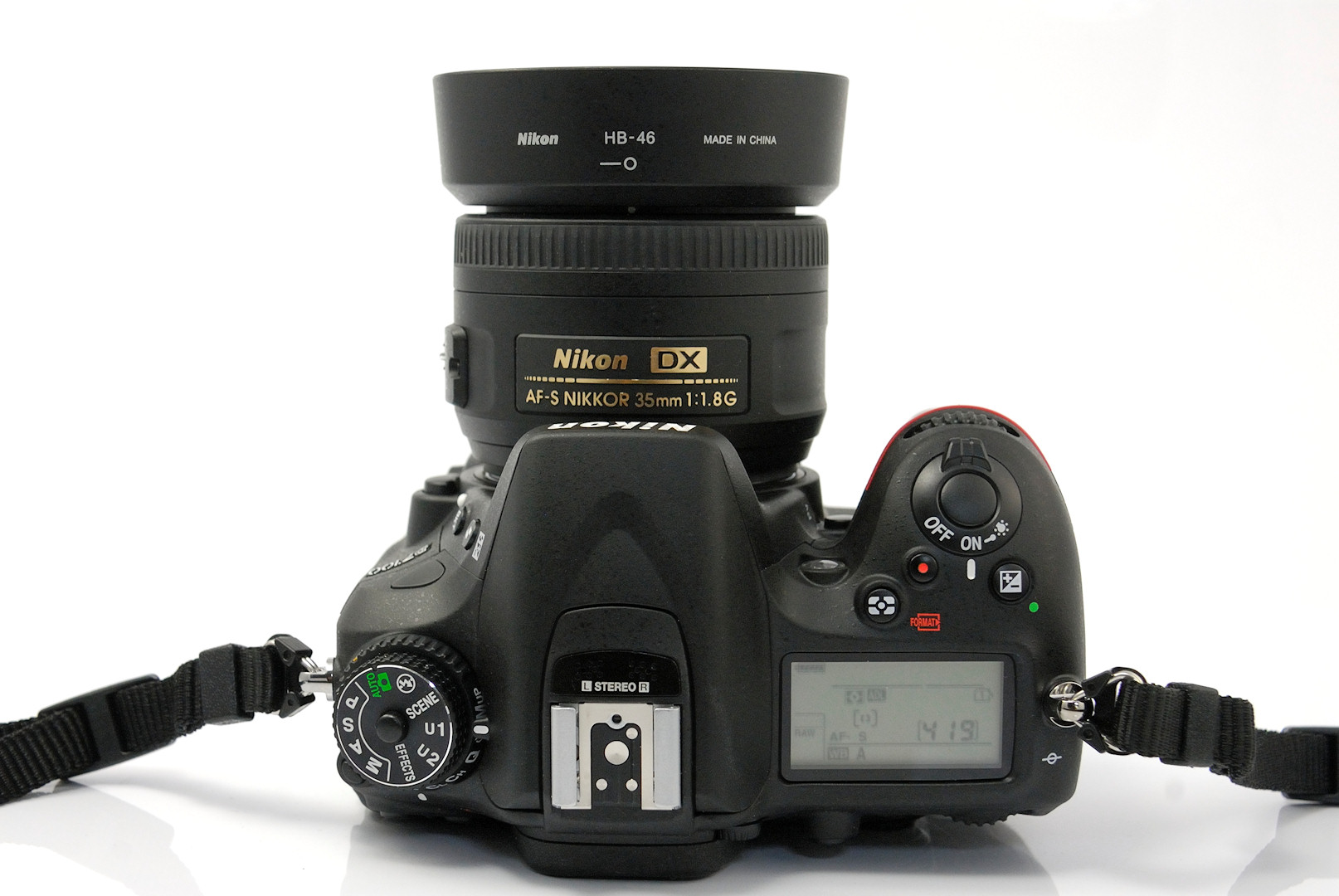
Nikon D7100, face supérieure

Le Nikon D7100 est un appareil photographique reflex numérique, dont la sortie a été annoncée par Nikon le 21 février 2013. Il remplace le D7000 (et le D300s) dans la gamme APS-C de Nikon et se hisse au rang des reflex pour professionnels et amateurs avertis.
L'une des caractéristiques qui a retenu l'attention des premiers commentateurs est l'absence d'un filtre passe-bas anti-moirage, comme sur le Nikon D800E, qui permet d'obtenir un niveau de détail très légèrement plus élevé, au prix d'un faible risque de moirage sur certains détails répétitifs très fins.
Nikon a reçu pour ce boîtier les prix TIPA (Technical Image Press Association) du meilleur reflex « averti » et EISA (camera) en 2013.

## Caractéristiques
Les caractéristiques principales annoncées par Nikon sont :
- Capteur CMOS de 24,1 mégapixels au format Nikon DX.
- Processeur d'images Nikon EXPEED 3.
- Capteur RVB comportant 2016 photosites, pour la mesure de la lumière.
- Viseur : pentaprisme avec couverture à 100 % et affichage des informations par OLED (pour la première fois sur un réflex).
- Écran LCD TFT de 3,2 pouces (8,13 cm) avec une définition de 1 229 000 pixels de type RGBW (en).
- Vidéo Full HD (1920x1080), en mode progressif 1080p à 30, 25 ou 24 images par seconde, ou en mode entrelacé 1080i à 60i/50i (avec une définition réduite à 15,4 mégapixels).
- Mise au point autofocus sur 51 points (dont 15 en croix), faisant appel au nouveau module autofocus Advanced Multi-CAM 3500DX fonctionnant jusqu'à IL -2, et donné par Nikon comme étant efficace au centre jusqu'à f/8.0, facilitant ainsi l'emploi d'un multiplicateur de focale.
- Sensibilité ISO du capteur allant de 100 à 25 600 ISO (position Hi2).
- Stockage des images sur deux cartes SD, y compris les cartes UHS-1 et SDXC.
- Vitesse en rafale : 6 images par seconde, avec la possibilité de passer à 7 images par seconde en réduisant le nombre de pixels de l'image d'un facteur 1,3 (soit une définition de 15,4 mégapixels). Le buffer cependant a été critiqué pour sa faible capacité, puisqu'il ne permet que 6 images à pleine vitesse et pleine résolution en RAW[5].
- Capot supérieur et face arrière constitués d'une coque en alliage de magnésium. Nikon précise que la protection de l'appareil contre l'humidité et la poussière répond aux mêmes spécifications que pour le Nikon D300s.
- Obturateur testé pour 150 000 déclenchements.
- Dimensions : 135,5 × 106,5 × 76 mm ; poids : 675 g environ.
- Le prix recommandé par Nikon pour le boîtier nu est de 1 149 euros et de 1 349 euros pour le boîtier équipé du zoom 18-105mm f/3.5-5.6 VR.

## Particularités

### Mode 1,3 x

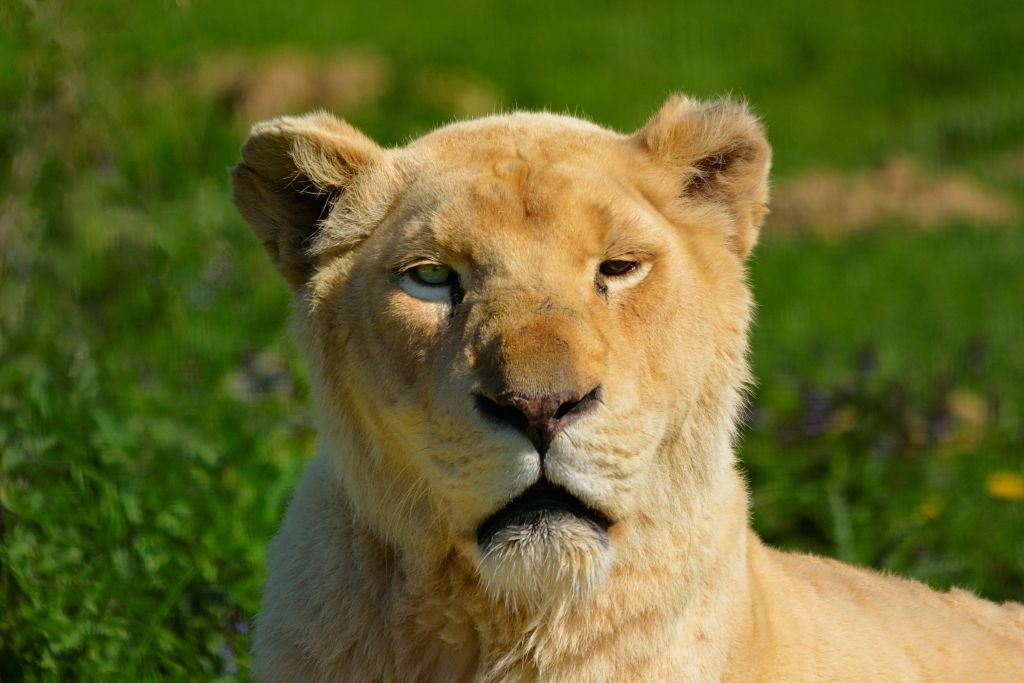
Photo avec le mode 1,3 X du Nikon D7100, focale équivalente 1000 mm

Le D7100 inaugure une nouvelle fonction chez les reflex numériques, déjà utilisée sur certains modèles 24 x 36 (recadrage au format APS-C) : la prise de vue sur une portion réduite de l'image. Dans ce mode, seule la partie centrale de l'image est enregistrée, un cadre apparaissant dans le viseur pour la délimiter. L'image est recadrée d'un facteur 1,3 ce qui donne, compte tenu de l'utilisation d'un capteur APS-C à facteur 1,5, un facteur de conversion final de 2. Ainsi, en valeur équivalente, la focale originale est doublée, un 500 mm devenant un 1000 mm.
Dans ce mode, l'image offre une définition de 4800 × 3200 pixels soit un peu plus de 15 mégapixels. Naturellement l'image peut être enregistrée dans le format de son choix, aussi bien RAW que JPEG. En RAW, les fichiers générés ont une taille généralement comprise entre 15 et 20 Mo suivant le contenu de l'image et les paramètres de prise de vue.
Ce mode offre un certain nombre de possibilités attractives. Tout d'abord, on peut voir ce qui se passe en dehors du cadre de l'image, comme dans le viseur d'un appareil télémétrique type Leica, ce qui facilite le cadrage, en particulier pour la photo de sujets mobiles. Conséquence heureuse du recadrage, la zone autofocus couvre toute la largeur de l'image et une bonne partie de la hauteur ce qui facilite, là encore, les prises de vue de sujets mobiles. La réduction de taille de l'image et des fichiers permet également de gagner un peu de vitesse pour la prise de vue en rafale qui passe de 6 à 7 images par seconde.

## Accessoires

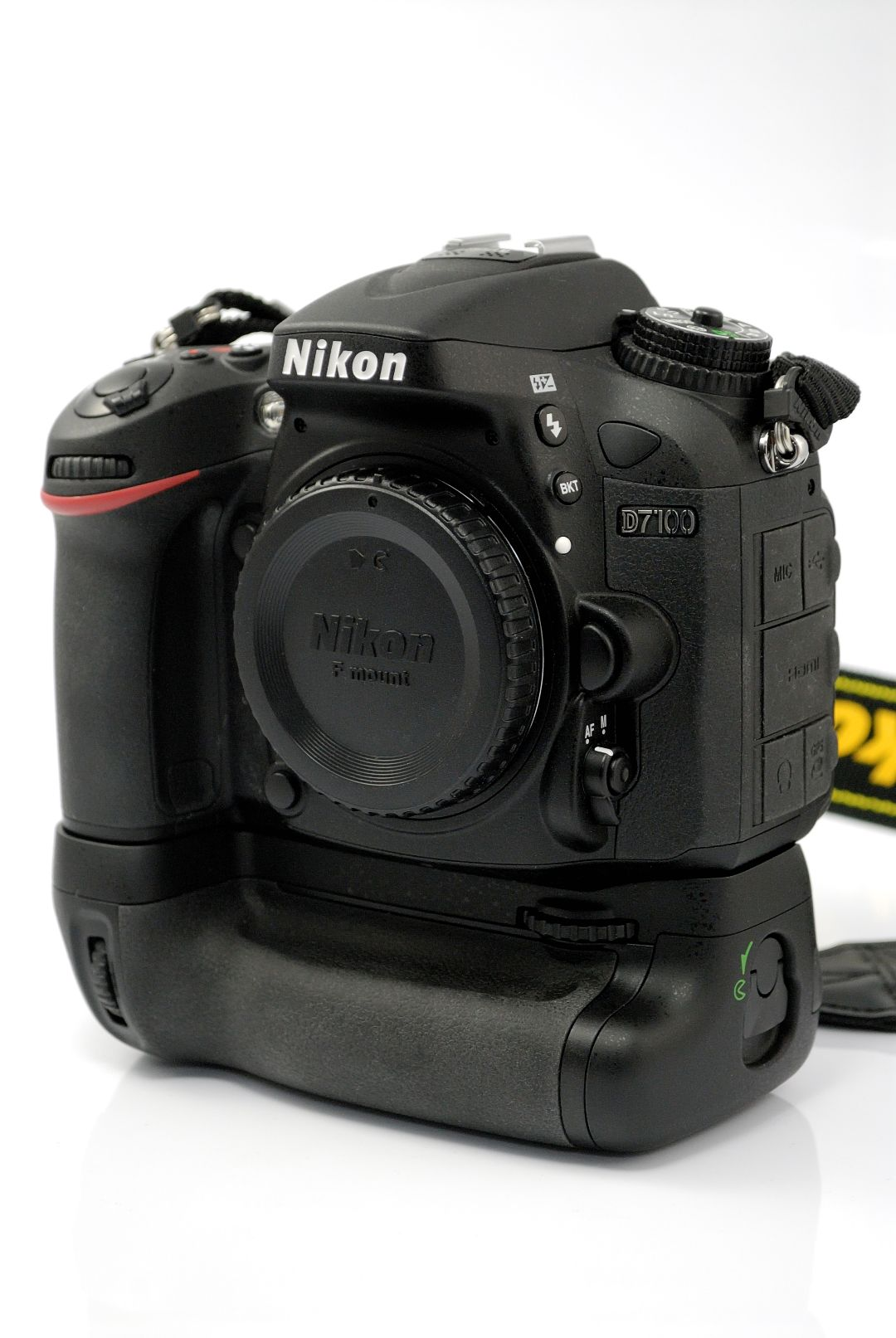
Nikon D7100 avec grip MB-D15

Pour accroitre ses capacités, le D7100 peut être équipé d'accessoires spécifiques et d'accessoires communs à la gamme des reflex Nikon.
- Grip MB-D15 : se monte sous le boîtier de l'appareil et permet de disposer d'une poignée avec déclencheur et report des commandes pour photographier en cadrage vertical. Le MB-D15 peut aussi recevoir soit une batterie EN-EL15, en supplément de celle du boîtier, soit des piles ou batteries NiMH au format AA/R6 sur des supports spécifiques fournis[7].
- Grip Phottix BG-D7100 : se monte sous le boîtier de l'appareil et permet de disposer d'une poignée avec déclencheur et report des commandes pour photographier en cadrage vertical. Cet accessoire peut aussi recevoir soit une batterie EN-EL15, en supplément de celle du boîtier, soit des piles ou batteries NiMH au format AA/R6 sur des supports spécifiques fournis[8].
- GPS GP-1 : le D7100 est compatible avec le récepteur GPS Nikon pour géolocaliser automatiquement les prises de vue[9].